# Виктор Пасков
Виктор Маринов Пасков е български писател, музикант, музикален критик и кинодраматург, работил в Берлин.

## Биография

### Младежки години
Пасков е роден в София на 10 септември 1949 г. Не успява да завърши гимназия в родния си град. Заминава при баща си, който работи като музикант в Германия.
В студентските си години пее джаз по клубове и барове, свири на китара и саксофон. Завършва консерватория в Лайпциг през 1976 г. След дипломирането си работи в Източна Германия (Лайпциг, Фрайбург, Рощок) като композитор на театрална музика, оперен певец (бас баритон) и критик.

### 80-те години
През 1980 г. се връща в България и става редактор в издавания от „София прес“ чуждоезичен седмичник „Софийски новини“, където остава до 1987 г. От 1987 г. е редактор в Студия за игрални филми „Бояна“.

### 90-те години
През 1990 – 1992 г. живее в Париж – отглас от това може да се открие в разказа „Биг бизнес“. След връщането си в България е директор на Бургаския театър и програмен директор на Българската национална телевизия.
През 1995 г. става директор на Българския културен център в Берлин, но през 1998 г. напуска поста със скандал. След проведена ревизия, през март 2000 година Министерството на културата дори завежда съдебен иск срещу него за 2208 германски марки, изразходвани неправомерно за самолетни билети и медицинско обслужване. В отговор на това той обвинява ведомството и лично министър Емма Москова, че делото е политически мотивирано.

### Последни години
През пролетта на 2002 г. Виктор Пасков отново става директор на Културния център в Берлин, след проведен конкурс с участието на още 9 кандидати. През следващите години той е замесен в няколко скандала (текста на поканите за прощалното тържество при изтичането на мандата на посланик Николай Апостолов, приемането и в последния момент спирането на изложба на живеещия в Германия български художник Димитър Войнов, сред чиито платна трябвало да бъде изложена и огромната картина „Париж бар“ (8 х 1,50 м), в която е изобразена оргия на берлинския светски елит с голия кмет на Берлин Клаус Воверайт в центъра на композицията, изхвърлянето от Центъра на инсталациите на участниците в международния проект Ostensiv преди края на проекта,), в резултат на които през октомври 2004 година е уволнен дисциплинарно.
През 2006 г. Виктор Пасков подкрепя активно кампанията на кандидата за президент Георги Първанов. През същата година е назначен за културен аташе на България в Швейцария.
През лятото на 2008 г. публикува в списание „Еуропео“ свой коментар на статия на Георги Господинов, посветена на годишнината от обществените събития от 1968 година и тяхното отражение в България. В него Пасков използва остри лични нападки срещу Господинов и неговото поколение. Публикацията предизвиква полемика в медиите, в която се включват и други писатели – Мирослав Бърдаров, Румен Янев, Любен Лачански, Вера Траянова, Димитър Бочев, Леа Коен. Паралелно с полемиката за 1968 година Пасков влиза в публичен конфликт и с Мартин Карбовски по повод рекламната кампания на неговата книга „Антология на живите“.
На 16 април 2009 г. умира в Берн от рак на белите дробове. Погребан е в Централните софийски гробища.

## Творчество
От малък Виктор Пасков проявява интерес към литературата и публикува първите си стихотворения в списание „Родна реч“ през 1968 г.: „Женски портрет“ и „Родна реч“. По-късно в сп. „Пламък“ са отпечатани „Есенна приказка“, „Дъжд в петък“, „Реквием за градинаря“ (1977, №12) и „Голямата дойна“, „Тържествена дойна“ (1979, №7). Първият му разказ е отпечатан в сп. „Септември“: „Конкретни чувства“ (1982, №11).
Първата книга на Пасков е „Невръстни убийства“ (1986), която съдържа новелите „Невръстни убийства" и „Мартина". Предизвиква шум още с пилотната публикация в сп. „Съвременник“.
Втората, повестта „Балада за Георг Хених“ (1987), печели голямата награда за чуждестранна литература на Салона на книгата в Бордо, Франция (1991) и е преведена на много европейски езици. Обявена е за бестселър на годината от Женевската телевизия. По време на кампанията на БНТ Голямото четене е определена от зрителите на 99 място сред любимите книги.
Романът „Германия – мръсна приказка“ е своеобразно продължение на „Балада за Георг Хених“, понеже отново се разглеждат проблеми за човека и изкуството. Разказва се за деветнайсетгодишен младеж, отишъл в Германия с големи очаквания. Разочарованието му е пълно, понеже творецът е унижаван, незабелязан и дори музикантите трябва да контрабандират, за да се прехранват.  
Печели и наградата „Хеликон“ за нова българска художествена проза с романа „Аутопсия на една любов“ (2005).

## Личен живот
Пасков има 4 брака:
- учителката по руски език в Лайпциг Ингрид,
- французойката Мари Врина (1990)[27] – литературовед и преводач на българска литература на френски, професор във френския Национален институт за източни езици и цивилизации (на френски: Institut national des langues et civilisations orientales, INALCO),
- Мартина и
- цигуларката Пенка Паскова.[28]

Има 2 деца: Александър и Никол.

## Книги

### Оригинални издания
- „Невръстни убийства“ (1986; 2 изд. – 1997, Унив. изд. „Св. Климент Охридски“, 177 с., ISBN 978-954-07-0652-8)
- „Балада за Георг Хених“. София: Български писател, 1987.
- „Ций Кук“. Велико Търново: Абагар, 1991, 102 с. (ISBN 954-427-007-8)
- „Германия – мръсна приказка“. София: Христо Ботев, 1992, 220 с. (ISBN 954-445-076-9)
- „Аутопсия на една любов“. София: Библиотека 48, 2005[32][33][34]
- „Гледната точка на Гоген“. София: Захарий Стоянов, 2008 (ISBN 978-954-09-0180-0)
- „Стихотворения“. София: Сиела, 2022 (ISBN 9789542840244)

### Избрано, събрано
- „Алилуя“. София: Захарий Стоянов, 2001 (ISBN 978-954-09-0252-4)

### Преводи на други езици
- ((fr)) Victor Paskov, Ballade pour Georg Henig, traduit du bulgare par Marie Vrinat, Mass Market Paperback, Publisher Rivages, poche edition, 1990, 176 pp. (ISBN 978-2-86930-413-0)
- ((en)) Victor Paskov, A Ballad for Georg Henig [Paperback], trans. R. Sturm (Translator), Publisher Peter Owen Ltd, 1990, 160 pp. (ISBN 978-0-7206-0796-3)
- ((fr)) Victor Paskov. Allemagne: Conte cruel, Traduction Marie Paskov, Editions de l'Aube, Collection Regards Croises, 1992, 269 pp. (ISBN 2-87678-096-8)
- ((de)) Viktor Paskow, Viola d'amore, Aus dem Bulg. von Wolfgang Köppe, Leipzig: Kiepenheuer, 1993, 183 S. (ISBN 978-3-378-00526-6)
- ((de)) Paskov, Viktor: Viola d’amore, Aus dem Bulg. von Harald Fleischmann. Leipzig: Gustav Kiepenheuer, 1993.
- ((fr)) Victor Paskov. Big business. Traduction Marie Marie Vrinat-Paskov, Saint-Nazaire: MEET, 1993, 88 p.
- Viktor Paskov, Balada o Georgu Henychovi, priklad Vladimír Kříž, Volvox Globator, 1997, 125 s. (ISBN 978-80-7207-095-4)
- ((fr)) Victor Paskov. Allemagne: Conte cruel, Traduit par Marie Vrinat-Nikolov, Editions de l'Aube, 1998, 276 p. (ISBN 978-2-87678-096-5)
- Viktor Paskov, En violin til Vorherre: roman [Danish] / Helle Dalgård / Århus: Husets Forlag, 2003, 149 p.
- Viktor Paskov, Georg Henih'e Balad. Çev. Hüseyin Mevsim, Kul Sanat Puplications, Istanbul, 2008 (ISBN 978-975-8996-85-8)
- ((de)) Viktor Paskow, Autopsie (Roman), Übersetzung Alexander Sitzmann, Verlag Dittrich, Edition Balkan, Berlin, 2010, 360 S. (ISBN 978-3-937717-51-7)

## Киносценарии
- „Ти, който си на небето“ (1990)
- „Индиански игри“ (1990)
- „Пльонтек“ (1991)
- „Духове“